# Aušrinė Trebaitė
Aušrinė Trebaitė (Panevėžys, 18 de outubro de 1988) é uma desportista lituana que compete no ciclismo na modalidade de pista, especialista nas provas de perseguição por equipas e omnium.
Ganhou 5 medalhas no Campeonato Europeu de Ciclismo em Pista entre os anos 2010 e 2016.

## Medalheiro internacional
| Campeonato Europeu | Campeonato Europeu      | Campeonato Europeu | Campeonato Europeu      |
| Ano                | Lugar                   | Medalha            | Competição              |
| ------------------ | ----------------------- | ------------------ | ----------------------- |
| 2010               | Pruszków ( Polónia)     | Medalha de prata   | Perseguição por equipas |
| 2012               | Panevėžys ( Lituânia)   | Medalha de ouro    | Perseguição por equipas |
| 2012               | Panevėžys ( Lituânia)   | Medalha de prata   | Omnium                  |
| 2015               | Grenchen ( Suíça )      | Medalha de bronze  | Omnium                  |
| 2016               | Saint-Quentin ( França) | Medalha de ouro    | Scratch                 |